# Sulfonamidy

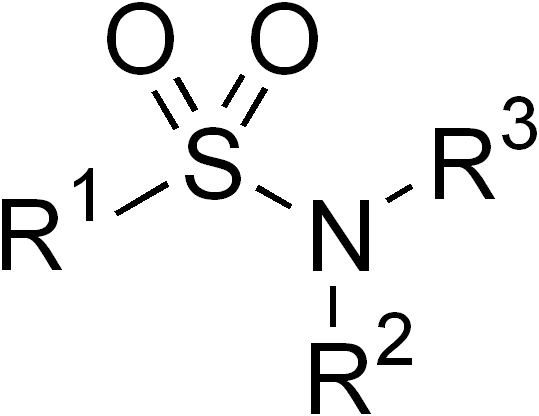
Budowa sulfonamidów.
R^{1} – dowolna grupa organiczna; R^{2},R^{3} – H lub grupa organiczna

Sulfonamidy (sulfamidy) – grupa organicznych związków chemicznych będących amidami kwasów organosulfonowych. Wzór ogólny: R1SO2NR2R3 (gdzie R1 – dowolna grupa organiczna; R2, R3 – H lub grupa organiczna).

## Zastosowania medyczne

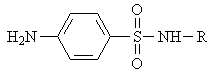
Struktura sulfonamidów bakteriostatycznych – amidów kwasu sulfanilowego

Amidy kwasu sulfanilowego są stosowane w medycynie jako środki bakteriostatyczne i odkażające. Dla aktywności przeciwbakteryjnej niezbędna jest niepodstawiona (tj. pierwszorzędowa) grupa aminowa w pozycji para względem grupy sulfonamidowej. Związkami sulfonamidowymi jest też szereg innych leków, m.in. o działaniu moczopędnym (np. furosemid, metolazon, indapamid), przeciwcukrzycowym – do przyjmowania doustnego (np. tolbutamid), przeciwbólowym (np. celekoksyb), przeciwzapalnym (np. sulfasalazyna) lub neuroleptycznym (np. tiotiksen).

### Amidy kwasu sulfanilowego

#### Początki
W 1935 roku Gerhard Domagk użył czerwonego barwnika azowego do leczenia myszy zakażonych bakteriami. Mimo tego, że barwnik ten nie wykazywał właściwości bakteriobójczych ani bakteriostatycznych in vitro, eksperyment dowiódł skuteczności zawartych w nim związków wobec drobnoustrojów – myszy zostały wyleczone. Najprostszy związek z grupy sulfonamidów bakteriostatycznych – para-aminobenzenosulfonamid – okazał się być metabolitem użytego przez Domagka barwnika. W późniejszym czasie wiele z sulfonamidów znalazło zastosowanie w medycynie jako jedne z pierwszych leków chemioterapeutycznych.

#### Działanie
Kwas foliowy jest związkiem wymaganym przez komórki m.in. do syntezy kwasów nukleinowych, a co za tym idzie, jest on niezbędny do ich wzrostu i podziału. Wiele bakterii wytwarza go samodzielnie i nie jest zdolne do jego wchłaniania, w przeciwieństwie do komórek organizmów ssaków, które korzystają z kwasu foliowego dostarczanego z zewnątrz (jest to witamina B9). Do biosyntezy kwasu foliowego przez bakterie wykorzystywany jest kwas p-aminobenzoesowy (PABA), którego analogami są sulfonamidy. Jeśli wnikną one do komórki, to enzym odpowiedzialny za syntezę kwasu 7,8-dihydropterowego z PABA i difosforanu 6-hydroksymetylodihydropteryny przyłącza je zamiast PABA. W ten sposób sulfonamidy działają jako inhibitory kompetycyjne syntezy. Nie prowadzi to do śmierci bakterii, ale zatrzymuje ich rozwój (działanie bakteriostatyczne).

Podobieństwo strukturalne amidów kwasu sulfanilowego (po lewej) i PABA (pośrodku). Po prawej cząsteczka kwasu dihydrofoliowego z uwidocznioną resztą PABA

Substancje, będące (podobnie jak sulfonamidy) analogami PABA, np. prokaina czy tetrakaina, powodują osłabienie działania sulfonamidów, przez wypieranie ich z miejsca działania (enzymu). Z tego powodu nie powinno się tych leków stosować razem.
Sulfonamidy nie są skuteczne wobec bakterii zdolnych do wykorzystywania form kwasu foliowego dostępnych w środowisku.

#### Zakres działania i zastosowanie
Amidy kwasu sulfanilowego są lekami o szerokim spektrum działania przeciwbakteryjnego. Działają na bakterie Gram-ujemne i Gram-dodatnie, w tym na:
- paciorkowce
- dwoinki zapalenia płuc (pneumokoki), rzeżączki, zapalenia opon mózgowych
- pałeczkę okrężnicy
- pałeczki Shigella i Salmonella
- pałeczki z rodzaju Nocardia
- promieniowce
- chlamydie
- gronkowce
- laseczki beztlenowe
- pałeczki ropy błękitnej i wiele innych

Oprócz bakterii sulfonamidy działają też przeciw pierwotniakom (np. Toxoplasma gondii), pasożytom (zarodźcom malarycznym) oraz grzybom Pneumocystis carinii.
Obecnie tracą znaczenie na rzecz szybszych i bezpieczniejszych antybiotyków. W wielu państwach wycofano je z obrotu jako mało skuteczne lub toksyczne (np. sulfametazyna, sulfadimetoksyna). W monoterapii można wykorzystywać je jedynie w leczeniu jaglicy. W preparatach złożonych mogą być łączone z trimetoprymem (zob. kotrimoksazol) i używane w różnorodnych zakażeniach bakteryjnych. W Polsce nadal są stosowane:
- sulfaguanidyna (wyłącznie jako substancja do receptury) – w zakażeniach przewodu pokarmowego
- sulfafurazol (Amidoxal) – w zakażeniach dróg moczowych, przy zapaleniu ucha środkowego w skojarzeniu z erytromycyną
- sulfacetamid – w bakteryjnych zapaleniach spojówek, brzegów powiek, przedniego odcinka błony naczyniowej i po oparzeniu gałki ocznej

#### Działania niepożądane
Większość sulfonamidów wykazuje znaczną toksyczność, co jest powodem ograniczania ich stosowania.
Do działań niepożądanych należą:
- stosunkowo częste dolegliwości żołądkowo-jelitowe (brak łaknienia, nudności, wymioty)
- działanie nefrotoksyczne w przypadku uszkodzonej czynności wydalniczej nerek; sulfonamidy mogą krystalizować w kanalikach nerkowych powodując niszczenie miąższu nerek z objawami krwiomoczu i bezmoczu;
- objawy skórne. Może wystąpić zespół Stevensa-Johnsona lub zespół Lyella objawiające się złuszczaniem skóry i zmianami w błonach śluzowych;
- zapalenie nerwów, ataksje, halucynacje, depresje, psychozy;
- uszkodzenia szpiku kostnego.

Sulfonamidów nie należy stosować u noworodków. Leki te są metabolizowane głównie w wątrobie (acetylowane, utleniane, sprzęgane z glukuronianem), a następnie usuwane przez nerki w postaci wolnej jak i nieaktywnych metabolitów. Zarówno wątroba jak i nerki są w pierwszych miesiącach życia funkcjonalnie niedorozwinięte. Z powodu wypierania bilirubiny z miejsc wiązania z albuminami, sulfonamidy mogą doprowadzić tu do żółtaczki czy nawet żółtaczki jąder podkorowych mózgu (kernicterus).